# Farley (Wiltshire)
Farley – wieś w Anglii, w hrabstwie Wiltshire. W latach 1870–1872 osada liczyła 241 mieszkańców.